# Aethopyga temminckii
Aethopyga temminckii là một loài chim trong họ Nectariniidae.